# أحمد ياسين (لاعب كرة قدم مصري)
أحمد إبراهيم ياسين محمود (مواليد 1 يناير 1997) هو لاعب كرة قدم مصري يلعب مع نادي البنك الأهلي المصري و‌منتخب مصر لكرة القدم في مركز قلب الدفاع.

## مسيرته
بدأ ياسين مسيرته الاحترافية مع نادي مصر المقاصة بخسارة 1-0 في الدوري المصري الممتاز أمام الجونة في 6 أكتوبر 2019. ثم انضم إلى نادي البنك الأهلي على سبيل الإعارة قي موسم 2020-21،وبعد موسم بداية قوي انضم للنادي بشكل دائم في صيف 2021.

## المشوار الدولي
ظهر ياسين لأول مرة مع منتخب مصر في مباراة تصفيات لكأس العالم 2022 التي أنتهت بفوز مصر 2–1 على الغابون في 16 نوفمبر 2021. تم استدعاؤه لتمثيل مصر في كأس العرب 2021.